# Bryophilopsis albiangulata
Bryophilopsis albiangulata är en fjärilsart som beskrevs av Clayton Dissinger Mell 1943. Bryophilopsis albiangulata ingår i släktet Bryophilopsis och familjen trågspinnare. Inga underarter finns listade i Catalogue of Life.